# Vi tre debutera
Vi tre debutera är en svensk dramafilm från 1953 i regi av Hasse Ekman. 

## Handling
Tre debuterande diktare, Lo, Ludvig och Lillebror slår sig samman när ett förlag ger ut en diktsamling med deras verk. Men trions tid blir kortvarig, kärleken kommer emellan.

## Om filmen
Filmen spelades in på Filmstaden i Råsunda, på olika platser i Stockholm samt kring slottsbacken i Uppsala. Den hade premiär den 7 september 1953 på Röda Kvarn i Stockholm.

## Rollista (i urval)
- Maj-Britt Nilsson – Lo Stjärnholm, dansös
- Sven-Eric Gamble – Ludvig Lans, sjöman
- Per Oscarsson – Lillebror Brummer
- Karl Gerhard – Karl Gerhard
- Olof Winnerstrand – gamle bokförläggaren
- Gunnel Broström – sekreterare
- Gunnar Björnstrand – direktör Brummer
- Åke Grönberg – Svenska John
- Claes Thelander – unge bokförläggaren
- Douglas Håge – vaktmästare Frisk
- Inga Gill – söderböna
- Martin Söderhjelm – Jakob, finländsk kock på S/S Patricia
- Karl-Axel Forssberg – kassör på Svensk Plåtemalj
- Erik Rosén – kamrer på Svensk Plåtemalj
- Mille Schmidt – polisen på Skeppsbron och på Mosebacke torg
- Claes Esphagen – polis i Gamla stan
- Herbert Stéen – Jonsson, kapellmästare på China
- John Norrman – en gubbe på Mosebacke torg
- John Melin – en konstnär på Mosebacke torg
- Helga Brofeldt – en gumma på Mosebacke torg
- Margit Andelius –	en gumma på Mosebacke torg
- Curt Schön – en gubbe på Mosebacke torg
- Göthe Ericsson – Karl Gerhards assistent
- Sten Mattsson – Ludvigs kompis
- Tore Karte – styrman på S/S Patricia
- Göthe Grefbo – vaktmästare på Svensk Plåtemalj
- John Harryson – vaktmästare på Svensk Plåtemalj

## DVD
Filmen gavs ut på DVD 2018.